# Reggenza di Puncak Jaya
La reggenza di Puncak Jaya (in indonesiano: Kabupaten Puncak Jaya) è una reggenza dell'Indonesia, situata nella provincia di Papua centrale.